# Crush (album của 2NE1)
Crush là album phòng thu tiếng Hàn thứ hai của nhóm nhạc nữ Hàn Quốc 2NE1, được phát hành trực tuyến vào nửa đêm giờ địa phương ngày 27 tháng 2 năm 2014 bởi YG Entertainment. Đây là album chính thức đầu tiên của nhóm kể từ 2nd Mini Album (2011) và là album phòng thu đầu tiên sau To Anyone (2010). Phần sản xuất của Crush được sản xuất chủ yếu bởi Teddy với sự tham gia đóng góp của Choice 37, Dee.P, Masta Wu, Choi Pil Kang và Peejay cũng như trưởng nhóm CL. Lời bài hát được viết chủ yếu bởi Teddy Park và CL, cùng với sự tham gia của G-Dragon (Big Bang) và Choi Pil Kang. Phong cách âm nhạc chính của album là pop, cùng với sự kết hợp của nhiều thể loại khác, như R&B, dance, hip hop, reggae và nhạc điện tử.
Ngay sau khi phát hành, Crush nhận được những phản ứng tích cực từ giới phê bình bởi sự cách tân mang hơi hướng nhạc điện tử hiện đại của nhóm, cũng như lọt vào danh sách những album hay nhất năm như được tạp chí Rolling Stone chọn là album nhạc pop hay thứ 6 năm 2014 và là một trong 40 album nhạc pop hay nhất năm 2014 của Fuse. Album đạt vị trí thứ 2 trên bảng xếp hạng Gaon Albums Chart tại quê nhà và Billboard World Albums của Mỹ. Ngoài ra, album đã bán được hơn 5.000 bản tại Hoa Kỳ, và đứng ở vị trí thứ 61 trên bảng xếp hạng Billboard 200 trong tuần đầu tiên phát hành. Với thành tích này, nó đã phá vỡ hai kỷ lục: Album K-pop bán chạy nhất trong một tuần (kỷ lục đó đã bị phá bởi EXODUS của EXO) và album K-pop đạt vị trí cao nhất trên Billboard 200. Phiên bản tiếng Nhật của Crush được phát hành vào ngày 25 tháng 6 năm 2014 và đạt vị trí thứ 4 trên Oricon Albums Chart. Album còn đứng vị trí thứ 11 trong danh sách cuối năm của bảng xếp hạng World Albums, đánh dấu lần đầu tiên một nhóm nhạc Hàn Quốc làm được điều này.
Đĩa đơn đầu tiên trích từ album, "Come Back Home" đạt vị trí quán quân trên bảng xếp hạng Gaon Digital Chart, trở thành đĩa đơn thứ 9 của nhóm làm được điều này. "Gotta Be You" cũng được chọn để quảng bá trên các chương trình âm nhạc cuối tuần, bên cạnh một video ca nhạc được phát hành. Nhóm cũng thực hiện chuyến lưu diễn All Or Nothing World Tour để quảng bá cho album. Đây là bản thu âm cuối cùng của 2NE1 có sự góp mặt của thành viên Minzy trước khi cô rời nhóm vào năm 2016.

## Danh sách bài hát

### Phiên bản Hàn Quốc
| STT              | Nhan đề                                                 | Phổ lời          | Phổ nhạc                    | Phối nhạc                   | Thời lượng |
| ---------------- | ------------------------------------------------------- | ---------------- | --------------------------- | --------------------------- | ---------- |
| 1.               | "Crush"                                                 | CL               | CL, Choice 37               | Choice 37                   | 3:14       |
| 2.               | "Come Back Home"                                        | Teddy            | Teddy, Choi Pil-kang, Dee.P | Teddy, Choi Pil-kang, Dee.P | 3:50       |
| 3.               | "Gotta Be You" (너 아님 안돼; Neo Anim Andwae)          | Teddy, Masta Wu  | Teddy, Choi Pil-kang        | Choi Pil-kang               | 3:52       |
| 4.               | "If I Were You" (살아 봤으면 해; Sara Bwasseumyeon Hae) | CL               | CL, Dee.P                   | Dee.P                       | 3:30       |
| 5.               | "Good to You" (착한 여자; Chakhan Yeoja)                | Teddy, G-Dragon  | Teddy, Choice 37            | Choice 37                   | 3:41       |
| 6.               | "MTBD" (멘붕; Menbung; CL solo)                         | Teddy, CL        | Teddy                       | Teddy                       | 3:16       |
| 7.               | "Happy"                                                 | Teddy            | Teddy                       | Teddy                       | 3:37       |
| 8.               | "Scream" (phiên bản tiếng Hàn)                          | CL               | Teddy, Dee.P                | Dee.P                       | 3:40       |
| 9.               | "Baby I Miss You"                                       | CL               | CL, Choice 37, Peejay       | Choice 37, Peejay           | 3:12       |
| 10.              | "Come Back Home" (phiên bản Unplugged)                  | Teddy            | Teddy, Choi Pil-kang, Dee.P | Teddy, Choi Pil-kang, Dee.P | 3:14       |
| Tổng thời lượng: | Tổng thời lượng:                                        | Tổng thời lượng: | Tổng thời lượng:            | Tổng thời lượng:            | 35:06      |

### Phiên bản tiếng Nhật
| Crush - Phiên bản tiếng Nhật | Crush - Phiên bản tiếng Nhật           | Crush - Phiên bản tiếng Nhật                            | Crush - Phiên bản tiếng Nhật | Crush - Phiên bản tiếng Nhật | Crush - Phiên bản tiếng Nhật |
| STT                          | Nhan đề                                | Phổ lời                                                 | Phổ nhạc                     | Phối nhạc                    | Thời lượng                   |
| ---------------------------- | -------------------------------------- | ------------------------------------------------------- | ---------------------------- | ---------------------------- | ---------------------------- |
| 1.                           | "Crush"                                | Sunny Boy                                               | Choice 37                    | Choice 37                    | 3:14                         |
| 2.                           | "Come Back Home"                       | Teddy, Sunny Boy                                        | Teddy, Choi Pil Kang, Dee.P  | Teddy, Choi Pil Kang, Dee.P  | 3:49                         |
| 3.                           | "Gotta Be You"                         | Teddy, Masta Wu, Sunny Boy                              | Teddy, Masta Wu              | Choi Pil Kang                | 3:51                         |
| 4.                           | "Do You Love Me"                       | Teddy, Sunny Boy                                        | Teddy                        |                              | 3:35                         |
| 5.                           | "Happy"                                | Teddy, Sunny Boy                                        | Teddy                        |                              | 3:37                         |
| 6.                           | "Falling in Love"                      | Teddy, Choice37, Sunny Boy                              | Teddy                        |                              | 3:46                         |
| 7.                           | "I Love You"                           | Teddy, Sunny Boy, Tatsuji Ueda, Izumi Soratani, Keisuke | Teddy, Lydia Paek            |                              | 3:57                         |
| 8.                           | "If I Were You"                        | Ritsuko Tanifuji                                        | Dee.P                        | Dee.P                        | 3:30                         |
| 9.                           | "Missing You"                          | Teddy Tatsuji Ueda                                      | Teddy                        |                              | 3:39                         |
| 10.                          | "Come Back Home" (phiên bản Unplugged) | Teddy, Sunny Boy                                        | Teddy, Choi Pil Kang, Dee.P  | Teddy, Choi Pil Kang, Dee.P  | 3:14                         |
| Tổng thời lượng:             | Tổng thời lượng:                       | Tổng thời lượng:                                        | Tổng thời lượng:             | Tổng thời lượng:             | 36:12                        |

| Crush Loại A - CD (Đĩa 2: Phiên bản tiếng Hàn) | Crush Loại A - CD (Đĩa 2: Phiên bản tiếng Hàn)          | Crush Loại A - CD (Đĩa 2: Phiên bản tiếng Hàn) | Crush Loại A - CD (Đĩa 2: Phiên bản tiếng Hàn) | Crush Loại A - CD (Đĩa 2: Phiên bản tiếng Hàn) | Crush Loại A - CD (Đĩa 2: Phiên bản tiếng Hàn) |
| STT                                            | Nhan đề                                                 | Phổ lời                                        | Phổ nhạc                                       | {{{extra_column}}}                             | Thời lượng                                     |
| ---------------------------------------------- | ------------------------------------------------------- | ---------------------------------------------- | ---------------------------------------------- | ---------------------------------------------- | ---------------------------------------------- |
| 1.                                             | "Crush"                                                 | CL                                             | CL, Choice 37                                  | Choice 37                                      | 3:14                                           |
| 2.                                             | "Come Back Home"                                        | Teddy                                          | Teddy, Choi Pil Kang, Dee.P                    | Teddy, Choi Pil Kang, Dee.P                    | 3:50                                           |
| 3.                                             | "Gotta Be You" (너 아님 안돼; Neo Anim Andwae)          | Teddy, Choi Pil Kang                           | Teddy, Masta Wu                                | Choi Pil Kang                                  | 3:52                                           |
| 4.                                             | "If I Were You" (살아 봤으면 해; Sara Bwasseumyeon Hae) | CL                                             | CL, Dee.P                                      | Dee.P                                          | 3:30                                           |
| 5.                                             | "Good to You" (착한 여자; Chakhan Yeoja)                | Teddy, G-Dragon                                | Teddy, Choice 37                               | Choice 37                                      | 3:41                                           |
| 6.                                             | "MTBD (CL solo)" (멘붕; Menbung)                        | Teddy, CL                                      | Teddy                                          | Teddy                                          | 3:16                                           |
| 7.                                             | "Happy"                                                 | Teddy                                          | Teddy                                          | Teddy                                          | 3:37                                           |
| 8.                                             | "Scream" (phiên bản tiếng Hàn)                          | CL                                             | Teddy, Dee.P                                   | Dee.P                                          | 3:40                                           |
| 9.                                             | "Baby I Miss You"                                       | CL                                             | CL, Choice 37, Peejay                          | Choice 37, Peejay                              | 3:12                                           |
| 10.                                            | "Come Back Home" (phiên bản Unplugged)                  | Teddy                                          | Teddy, Choi Pil Kang, Dee.P                    | Teddy, Choi Pil Kang, Dee.P                    | 3:14                                           |

| Crush Loại A và loại B - DVD (Video phiên bản tiếng nhật) | Crush Loại A và loại B - DVD (Video phiên bản tiếng nhật) | Crush Loại A và loại B - DVD (Video phiên bản tiếng nhật) |
| STT                                                       | Nhan đề                                                   | Thời lượng                                                |
| --------------------------------------------------------- | --------------------------------------------------------- | --------------------------------------------------------- |
| 1.                                                        | "Crush" (video)                                           |                                                           |
| 2.                                                        | "Come Back Home" (video)                                  |                                                           |
| 3.                                                        | "Gotta Be You" (video)                                    |                                                           |
| 4.                                                        | "Happy" (video)                                           |                                                           |
| 5.                                                        | "Missing You" (video)                                     |                                                           |
| 6.                                                        | "Do You Love Me" (video)                                  |                                                           |
| 7.                                                        | "Falling in Love" (video)                                 |                                                           |
| 8.                                                        | "I Love You" (video)                                      |                                                           |
| 9.                                                        | "Quá trình thực hiện video Crush"                         |                                                           |

| Crush Loại D - DVD (Phiên bản giới hạn Fan Club) | Crush Loại D - DVD (Phiên bản giới hạn Fan Club)                                         | Crush Loại D - DVD (Phiên bản giới hạn Fan Club) |
| STT                                              | Nhan đề                                                                                  | Thời lượng                                       |
| ------------------------------------------------ | ---------------------------------------------------------------------------------------- | ------------------------------------------------ |
| 1.                                               | "2NE1 1st FANCLUB EVENT 2013 ～DO YOU LOVE ME～" (chỉ được bán tại Blackjack Nolza Shop) |                                                  |

## Xếp hạng
| Bảng xếp hạng (2014)                 | Vị trí cao nhất |
| ------------------------------------ | --------------- |
| Japanese Albums (Oricon)             | 4               |
| South Korean Albums (Gaon)           | 2               |
| Album Hoa Kỳ Billboard 200           | 61              |
| Album Hoa Kỳ Independent (Billboard) | 9               |
| Album Hoa Kỳ World (Billboard)       | 2               |

| Bảng xếp hạng (2014)       | Vị trí cao nhất |
| -------------------------- | --------------- |
| South Korean Albums (Gaon) | 4               |

| Bảng xếp hạng (2014)        | Vị trí |
| --------------------------- | ------ |
| US World Albums (Billboard) | 11     |

## Doanh số và chứng nhận
| Nước                   | Doanh số |
| ---------------------- | -------- |
| Nhật Bản (Oricon)      | 7,000    |
| Hàn Quốc (Gaon)        | 66,004   |
| Mỹ (Nielsen SoundScan) | 10,000   |

| Nước              | Doanh số |
| ----------------- | -------- |
| Nhật Bản (Oricon) | 12,000   |

## Lịch sử phát hành

### Phiên bản tiếng Hàn
| Nước        | Ngày                     | Nhãn                      | Định dạng                      |
| ----------- | ------------------------ | ------------------------- | ------------------------------ |
| Hàn Quốc    | ngày 27 tháng 2 năm 2014 | YG Entertainment KT Music | Tải kĩ thuật số                |
| Hàn Quốc    | 7 tháng 3 năm 2014       | YG Entertainment KT Music | CD                             |
| Nhật Bản    | 19 tháng 3 năm 2014      | YGEX Avex Trax            | CD, Tải kĩ thuật số            |
| Đài Loan    | 3 tháng 4 năm 2014       | Warner Music Taiwan       | CD+Pendant (Đen) CD+DVD (Hồng) |
| Philippines | 29 tháng 3 năm 2014      | Warner Music Philippines  | CD                             |

### Phiên bản tiếng Nhật
| Ngày                | Phiên bản         | Mã             | Định dạng         | Nhãn |
| ------------------- | ----------------- | -------------- | ----------------- | ---- |
| 25 tháng 6 năm 2014 | Loại A            | AVCY-58236~7/B | 2CD+DVD+Photobook | Avex |
| 25 tháng 6 năm 2014 | Loại B            | AVCY-58238/B   | CD+DVD            | Avex |
| 25 tháng 6 năm 2014 | Loại C            | AVCY-58239     | CD only           | Avex |
| 25 tháng 6 năm 2014 | Loại D            | AVC1-58240/B   | CD+DVD            | Avex |
| 25 tháng 6 năm 2014 | Music Card Loại A | AQZ1-76335     | Tải kĩ thuật số   | Avex |
| 25 tháng 6 năm 2014 | Music Card Loại B | AQZ1-76336     | Tải kĩ thuật số   | Avex |